# 鉄鏃
鉄鏃（てつぞく）とは石鏃に代わって用いられるようになった鉄製の鏃（やじり）である。

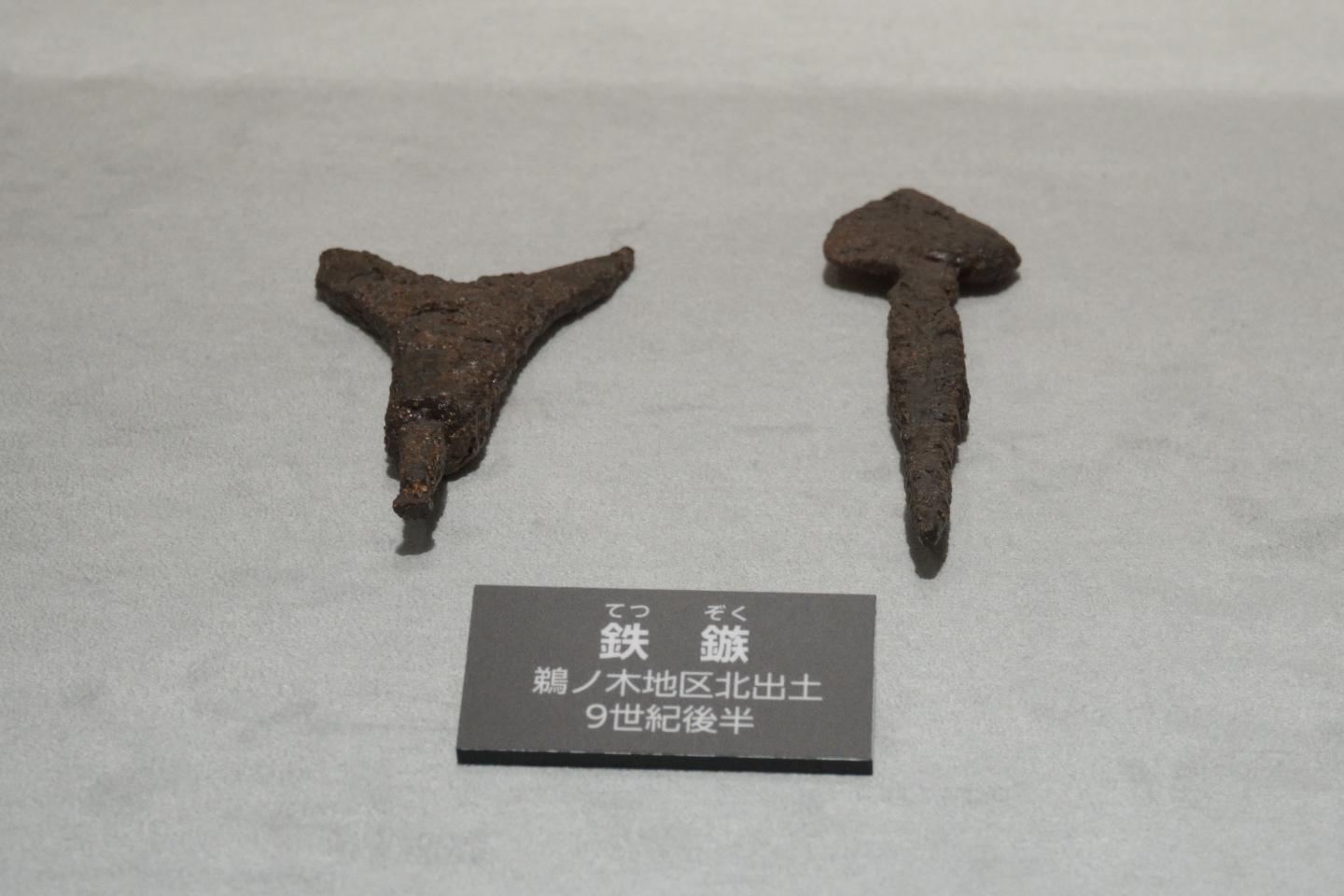
鉄鏃（秋田城出土品）

## 概要
日本では狩猟具としてではなく武器として用いられ、2世紀から3世紀にかけての弥生時代後期に普及した。
鉄族は『魏志』倭人伝によれば邪馬台国の３世紀に北九州では普及していたが、畿内で普及したのは４世紀である。北九州では邪馬台国に先立つ「倭国大乱」の時期に水利権や農作物をめぐる抗争があり、吉野ヶ里遺跡などでは、首のない遺体や石鏃、鉄鏃が刺さった遺体も見つかっている。武器ばかりではなく農具・工具・漁具などにおいても鉄器の普及がみられるのも弥生時代であり、特に後期に著しい。
鉄器・鉄製品は幾度も鋳なおされて繰り返し使用するため、出土量は必ずしも多くなく、編年作業も困難であるが、弥生時代後期にあっても石鏃や銅鏃と併用されたものとみられる。
紀元前2世紀頃の岡山・南方遺跡で、中国で紀元前4～5世紀頃に鋳造された双翼式矢尻銅鏃が出土した。朝鮮半島にも確認例はないため、中国から直接持ち込まれた可能性が高いという。

## 弥生期の有茎式の分類と工程
鉄鏃は無茎式と有茎式に大別分類される。
有茎式は、身の部分が多様な形態を有し、矢柄に装着される茎（けい）は身の部分より厚みがあり、「四角の重厚なタイプ」と「身の部分と厚みが同じで薄いタイプ」とに大別される。前者は身から茎に移行する部分で厚みを増すのに対し、後者は身から茎まで薄く均一で、多くの場合、1mm前後の厚みとなっている。これらは単に形態・強度・装着法の相違に対応するだけでなく、製作技法上の相違や格差を表している。前者は茎が厚みを保持しつつ、細く丁寧に鍛打整形されるのに対し、後者は薄い1枚の鉄板を鏨（たがね）による切断のみで整形されたもので、工程としては前者がより複雑である。
鏨切りのみによる薄い有茎式鉄鏃は有茎の石鏃を模倣するかたちで弥生中期後半の関西地方で製作が始まり、前者の有茎式は中部瀬戸内地域以西で主体となる後期後半に至っても一部存続する。有茎式に限らず、鏨切りのみで製作される薄く扁平な鉄鏃は、後期後半から終末の中部・東海・関東地方において、その存在が顕著となっていく。これらの中には在来の磨製石器と同形のものがあり、各地で生産されたことの傍証となっている。瀬戸内以東では東へ行くほど「立体的な鉄器」よりも「平面的な鉄器」の選択性が高くなっており、本州諸島の西と東では、量的格差のみならず機能的格差、製作技術上の格差があり、弥生時代では斉一的な様相を呈することがなかったことがわかる。

## 百済と倭の形式の共有
5世紀頃、弓の形式と共に、半島の形式と同じ長頸鏃が共有されるようになる。これは対高句麗･新羅戦に備え、弓と矢の統一を図ったものとみられており、西日本が長弓に対し、古代東北ではそれより短めの弓だったことからも、海外出兵とその文化的影響（軍事同盟上の変化）を西日本が受けたとされる。

## 重量の変化
戸田智の『古墳時代の鉄鏃および弓の機能的分析』によれば、弥生中期から古墳前期末（2世紀から4世紀末）までの鉄鏃の重さは4グラムから約6グラム強、重くて7グラムだったのに対し、前期末から終末期（4世紀末から8世紀）では約15グラムと2倍以上も重くなっており、佐原真は『かつて戦争があった ―石鏃の変質―』において、鉄製甲冑の普及にともない、鉄鏃も重くなったとしている。

## 使用例
わが国でもっとも古い鉄器は，熊本県斎藤山遺跡および福岡県二丈町曲り田遺跡から出土している。滋賀県東近江市（旧八日市市）の雪野山古墳から43点が出土している。靫（ゆぎ）の中だけでなく、他の場所からも出土している。実戦用というよりは、装飾性に富んだ儀仗用と考えられる大型品が含まれている。
滋賀県栗東市の安養寺にかつて所在した新開1号墳（しんかい、安養寺古墳群の中の一基）から出土している。4世紀末になると石製品に代わって鉄を素材とした防御具が目立つようになる。この古墳からは切っ先が尖った鉄鏃や大型化した鉄鏃が出土しており、長頸鏃が使用される前の段階である。形式は多様であるが、その中に一形式の50本がそろった状態で出土している。

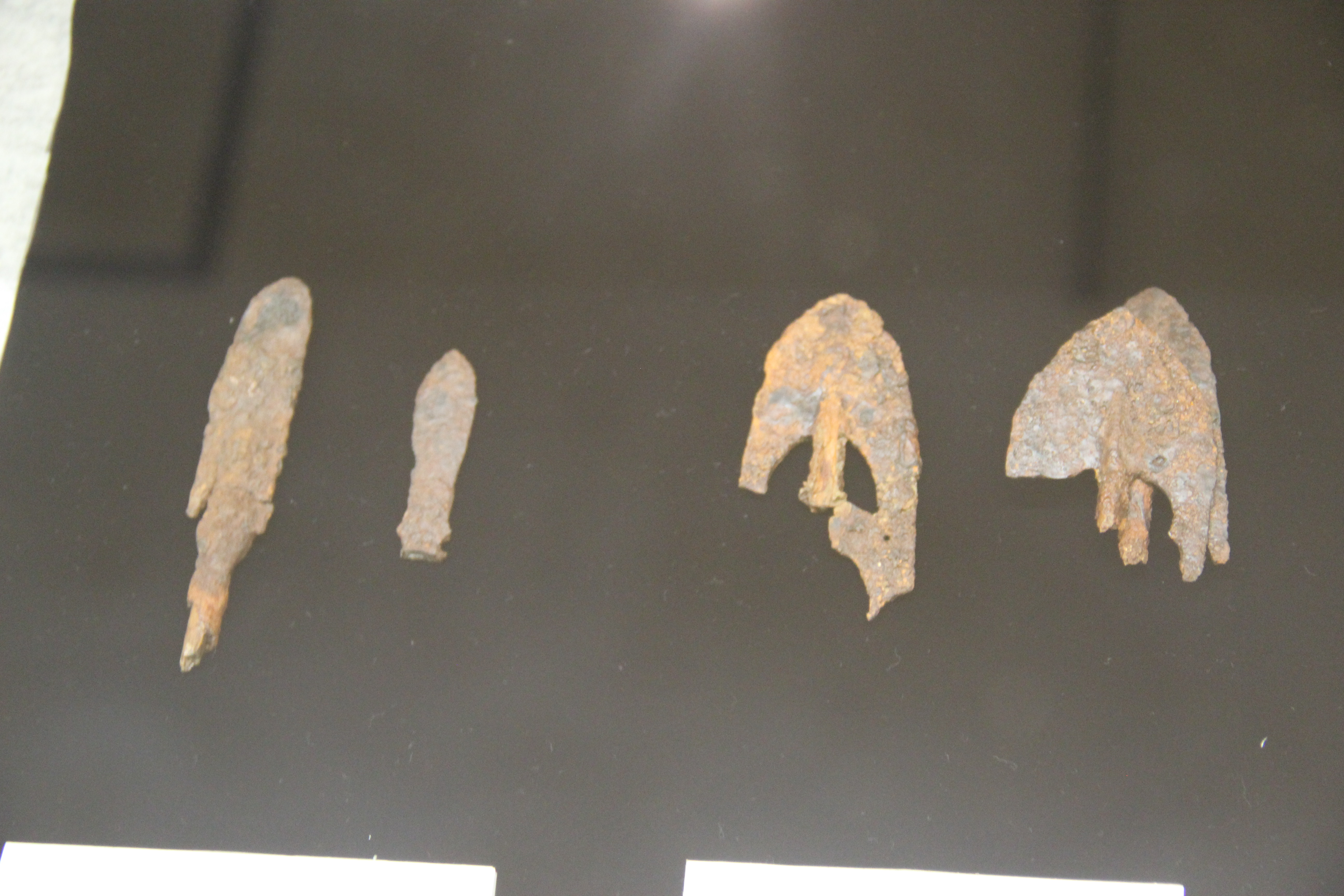
古墳時代の鉄鏃

## 弓矢での威力
NHKBS hiにて2008年に放送された「アインシュタインの眼『弓道 知られざる技と威力』」の番組内実験の結果では、極短距離から射た場合、固定された厚さ数ミリの鉄製フライパンに穴を開けるほどの威力があった事が証明されている。ただし、当然のことながら、動いている標的や距離によって鉄鏃の威力は変化するし、遠ければ、布で作られた防具の母衣でも防ぐことができる。これは、母衣が風圧によって一定の弾力を保っているためである。
古墳時代の時点では、必ずしも鉄板を射抜けるとは限らなかったようであり、『日本書紀』仁徳紀12年8月10日条の記録として、高麗の奉った鉄の的を多くの人が射通せなかったが、盾人宿禰（のちの的戸田宿禰）だけが射通してみせ、高麗の客はこれを観て、起って拝礼した（後日、この功績から盾人は的戸田という名を賜った）と記述されている。前述の「重量の変化」にも記述があるように4世紀の時点では鏃が軽く、鉄製甲冑の普及にともなって鏃が重くなった点がある。
『続日本紀』天平7年（735年）4月26日条に、「甲（よろい）を射る矢20隻（甲も通す強矢20本）が献上された」と記述されており、律令時代には矢の改良が進んだことがわかる。
また、『通典』の記述では、石鏃でも石材によっては鉄を貫いたと記している。強度の観点から石製の場合、何度も使用できるとは限らない。これは先端が砕ける度、削りなおすためであり、再加工後は軽くなっていく。従って、初射の威力では、石鏃も鉄鏃も重量が同等であれば、互角といえるが（石鏃の項の「弓矢での威力」を参照）、何度も使用していくと石鏃の方は威力が衰える。この点、鉄鏃の場合は、一度溶かしてから鋳造すれば、再利用が可能である。